# Pseudobradya psammophila
Pseudobradya psammophila är en kräftdjursart. Pseudobradya psammophila ingår i släktet Pseudobradya och familjen Ectinosomatidae. Inga underarter finns listade i Catalogue of Life.